# Marie Rivière

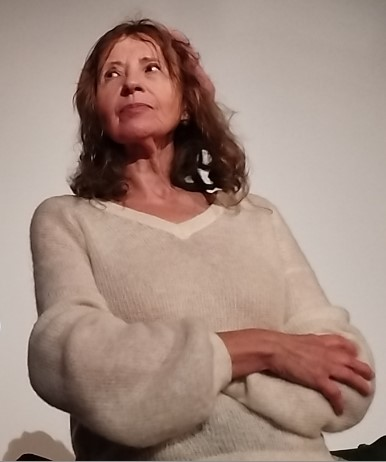
Marie Rivière, 2024

Marie Rivière (* 22. Dezember 1956 in Montreuil) ist eine französische Schauspielerin, die international hauptsächlich durch ihre Rollen in Filmen Éric Rohmers bekannt wurde. Die Zusammenarbeit mit Rohmer begann mit dem Film Perceval le Gallois.
Zu Das grüne Leuchten schrieb sie gemeinsam mit Éric Rohmer das Drehbuch, weitere in Deutschland gezeigte Filme waren Herbstgeschichte, Vier Abenteuer von Reinette und Mirabelle und Die Frau des Fliegers oder Man kann nicht an nichts denken.

## Filmografie (Auswahl)
- 1981: Die Frau des Fliegers oder Man kann nicht an nichts denken (La femme de l’aviateur)
- 1986: Das grüne Leuchten (Le Rayon vert)
- 1987: Vier Abenteuer von Reinette und Mirabelle (Quatre aventures de Reinette et Mirabelle)
- 1998: Herbstgeschichte (Conte d’automne)
- 1999: Schöne Venus (Vénus Beauté (Institut))
- 2000: Les filles ne savent pas nager
- 2001: Die Lady und der Herzog (L’Anglaise et le duc)
- 2005: Die Zeit die bleibt (Le temps qui reste)
- 2005: Love Is in the Air (Ma vie en l’air)
- 2007: Actrices – oder der Traum aus der Nacht davor (Actrices)
- 2009: Rückkehr ans Meer (Le refuge)
- 2013: Die schönen Tage (Les beaux jours)
- 2013: Ein Schloss in Italien (Un château en Italie)
- 2014: Er liebt mich, er liebt mich nicht – Toujours l’amour (Toujours l’amour)
- 2015: L’Hermine
- 2015: Dieses Sommergefühl (Ce sentiment de l’été)
- 2020: Mein Liebhaber, der Esel & Ich (Antoinette dans les Cévennes)
- 2021: Nona und ihre Töchter (Nona et ses filles)